# Tele Tydzień
Tele Tydzień – ogólnopolski tygodnik telewizyjny wydawany przez wydawnictwa Bauer od 18 stycznia 1993 roku.

## Charakter czasopisma
Zawiera tygodniowy ramowy program telewizyjny 120 stacji, w tym:
- 13 regionalnych, w tym 12 od TVP i TVS,
- 9 popularnych,
- 4 muzyczne,
- 5 dokumentalno-kryminalnych,
- 2 motoryzacyjne,
- 31 filmowo-serialowo-tematycznych,
- 8 informacyjnych,
- 16 ogólnotematycznych,
- 12 popularnonaukowych,
- 12 sportowych,
- 6 dla dzieci.

Ponadto, czasopismo zawiera programy stacji z kanałów naziemnych, satelitarnych, kablowych i cyfrowych. Oprócz treści dotyczących cotygodniowego repertuaru telewizyjnego zawiera również nowinki telewizyjno-filmowe oraz te dotyczące życia gwiazd. Łączy też elementy pisma poradniczego oraz rodzinnego. a także wywiady z gwiazdami związane z filmem, telewizją, estradą i ogólnie pojętym światem rozrywki. Zawiera felieton Lidii Stanisławskiej; w poprzednich latach na łamach tygodnika swoje felietony publikowali: Stefan Friedmann, Beata Tyszkiewicz, Ilona Łepkowska i Maria Szabłowska, a swoje rysunki publikowali Andrzej Mleczko i Julian Bohdanowicz.
Od 1998 tygodnik organizuje co roku plebiscyt Telekamery.